# ATACMS
El sistema de míssils tàctics de l'exèrcit MGM-140 (ATACMS, /əˈtækəmz/) és un míssil balístic tàctic supersònic dissenyat i fabricat per l'empresa de defensa nord-americana Ling-Temco-Vought (LTV), i posteriorment Lockheed Martin mitjançant adquisicions.
Utilitza propulsor sòlid i fa 13 peus (4.0 m) llarg i 24 polzades (610 mm) de diàmetre, i les variants de més llarg abast poden volar fins a 190 milles (300 km). Els míssils es poden disparar des del sistema de coets de llançament múltiple M270 (MLRS) i el sistema de coets d'artilleria d'alta mobilitat M142 amb rodes (HIMARS).
Un contenidor de llançament (pod) ATACMS té un coet però una tapa amb sis cercles com una tapa de coet MLRS estàndard per evitar que un enemic discerni quin tipus de míssil es carrega.

## Història

### Pre-desenvolupament
El concepte d'un míssil balístic tàctic convencional va ser possible gràcies al canvi doctrinal del final de la Guerra Freda, que va rebutjar la indispensabilitat d'un primer atac nuclear a les forces del Pacte de Varsòvia en cas que la Guerra Freda s'escalés. Les doctrines AirLand Battle i Follow-on Forces Attack, que van sorgir a finals de la dècada de 1970 i principis de la dècada de 1980, van requerir un míssil d'armament convencional (per tant, molt més precís) per atacar les reserves enemigues, de manera que el Comandament d'Aviació i Mssils de l'Exèrcit dels Estats Units va patrocinar el Simplified. Programa de demostració de guia inercial (SIG-D).
Dins d'aquest programa, Ling-Temco-Vought va desenvolupar un anàleg de combustible sòlid del míssil MGM-52 Lance, designat T-22, amb un nou paquet de guia inercial basat en RLG, que va demostrar una precisió sense precedents. El 1978, DARPA va iniciar el programa de demostració de tecnologia Assault Breaker per atacar formacions blindades amb molts objectius durs mòbils a rangs de distància. Va utilitzar el míssil T-22 i el míssil Martin Marietta T-16 basat en Patriot amb ogives en cluster.
El març de 1980, l'exèrcit nord-americà va decidir substituir el Lance per un míssil de combustible sòlid de punta nuclear, però també químic o biològic, amb una usabilitat simplificada, anomenat Corps Support Weapon System (CSWS). Al cap d'un any, preocupat pel fet que l'exèrcit comencés a desenvolupar l'arma amb objectius similars per prohibir els objectius massificats de segon nivell que ja desenvolupats pel programa d'armes convencionals de separació (CSW) de la USAF amb només una diferència de llançament a la superfície i a l'aire. tots dos posicionats com a part del mateix programa de forces nuclears de curt abast de forces nuclears no estratègiques, el Departament de Defensa va sotmetre l'oficina de projectes CSWS (provisional) a MICOM canviant el nom a l'Oficina de Desenvolupament de Sistemes. Aquesta nova oficina va adquirir l'esforç d'Assault Breaker i, per tant, va començar a gestionar els esforços d'Assault Breaker i CSWS junts, d'aquesta manera resumint i avançant lentament el progrés del desenvolupament d'armes per al programa JTACMS que es creés.

### Desenvolupament
El desenvolupament del míssil ara conegut com ATACMS va començar l'any 1980, quan l'exèrcit nord-americà va decidir substituir el Lance per un míssil de combustible sòlid de punta nuclear, però també químic o biològic, anomenat Corps Support Weapon System (CSWS). Preocupat perquè dues branques estaven desenvolupant massa míssils similars amb ogives diferents, el Departament de Defensa va fusionar el programa amb l'Assault Breaker de DARPA el 1981, i amb l'Arma Convencional Standoff (CSW) de la Força Aèria dels Estats Units (USAF) el 1982-1983.
El nou sistema de míssils, denominat Joint Tactical Missile System (JTACMS), aviat es va trobar amb la resistència de l'USAF a la idea d'un míssil balístic llançat per aire. Com a resultat, l'any 1984 la USAF va acabar amb la seva participació en la part del programa de míssils no creuers, la qual cosa va fer que el míssil fos redesignat com a Sistema de míssils tàctics de l'exèrcit (ATACMS).

### Producció
El març de 1986, Ling-Temco-Vought va guanyar el contracte per al disseny del míssil. Al sistema se li va assignar la designació MGM-140. El primer llançament de prova va arribar dos anys més tard, gràcies a l'experiència anterior de l'empresa amb programes anteriors.
El 2007, l'exèrcit nord-americà va donar per acabat el programa ATACMS a causa del cost, acabant amb la capacitat de reposar les existències. Per mantenir l'inventari restant, es va llançar el Programa d'extensió de la vida útil (SLEP) d'ATACMS, que renova o substitueix els sistemes de propulsió i navegació, substitueix les ogives de bombes de dispersió per l'ogiva unitària de fragmentació de l'explosió i afegeix una opció d'espoleta de proximitat per obtenir efectes d'àrea. Es preveu que els lliuraments comencin el 2018. L'ATACMS SLEP és una iniciativa pont per donar temps per completar l'anàlisi i el desenvolupament d'una capacitat successora de l'envelliment emmagatzematge d'ATACMS, que podria estar llest cap al 2022.